# Pieni-Kuona (ö i Norra Karelen)
Pieni-Kuona är en ö i Finland.   Den ligger i sjön Pielisjärvi och i kommunen Juga i den ekonomiska regionen  Joensuu ekonomiska region  och landskapet Norra Karelen, i den centrala delen av landet, 400 km nordost om huvudstaden Helsingfors.